# Système éducatif au Bénin
Le Bénin dispose d'une offre et d'une qualité des services d’enseignement primaire très variables selon les secteurs géographiques (plus faible dans les zones pauvres rurales). Il souffre d'un manque de structures d'accueil et d'un problème d'absentéisme (ou de grève) et de qualification des enseignants (- de 20 % des enseignants ont eux-mêmes reçu une formation pédagogique).
En 2013, le Bénin comptait 1 700 000 élèves dans l’enseignement primaire.
Le taux d'alphabétisation est de 49 %.
22 % des dépenses de l’État ont été consacrées à l’éducation en 2013, soit 5 % du PIB. En 2014, lors de la Conférence de reconstitution des ressources du GPE, le gouvernement du Bénin s’est engagé à maintenir les dépenses d’éducation à 27 % (dont 50 % destinées à l’enseignement primaire) entre 2014 et 2018. En 2015, les dépenses publiques s'élevaient à 4,4 % du PIB, selon l'Institut de statistique de l'Unesco.
Les indicateurs de l’éducation sont en progression malgré les difficultés liées à l’accès des filles à l’école. En effet, en 2009, 68,38 % de garçons ont achevé le cycle primaire pour 52,24 % de filles.

## Système scolaire

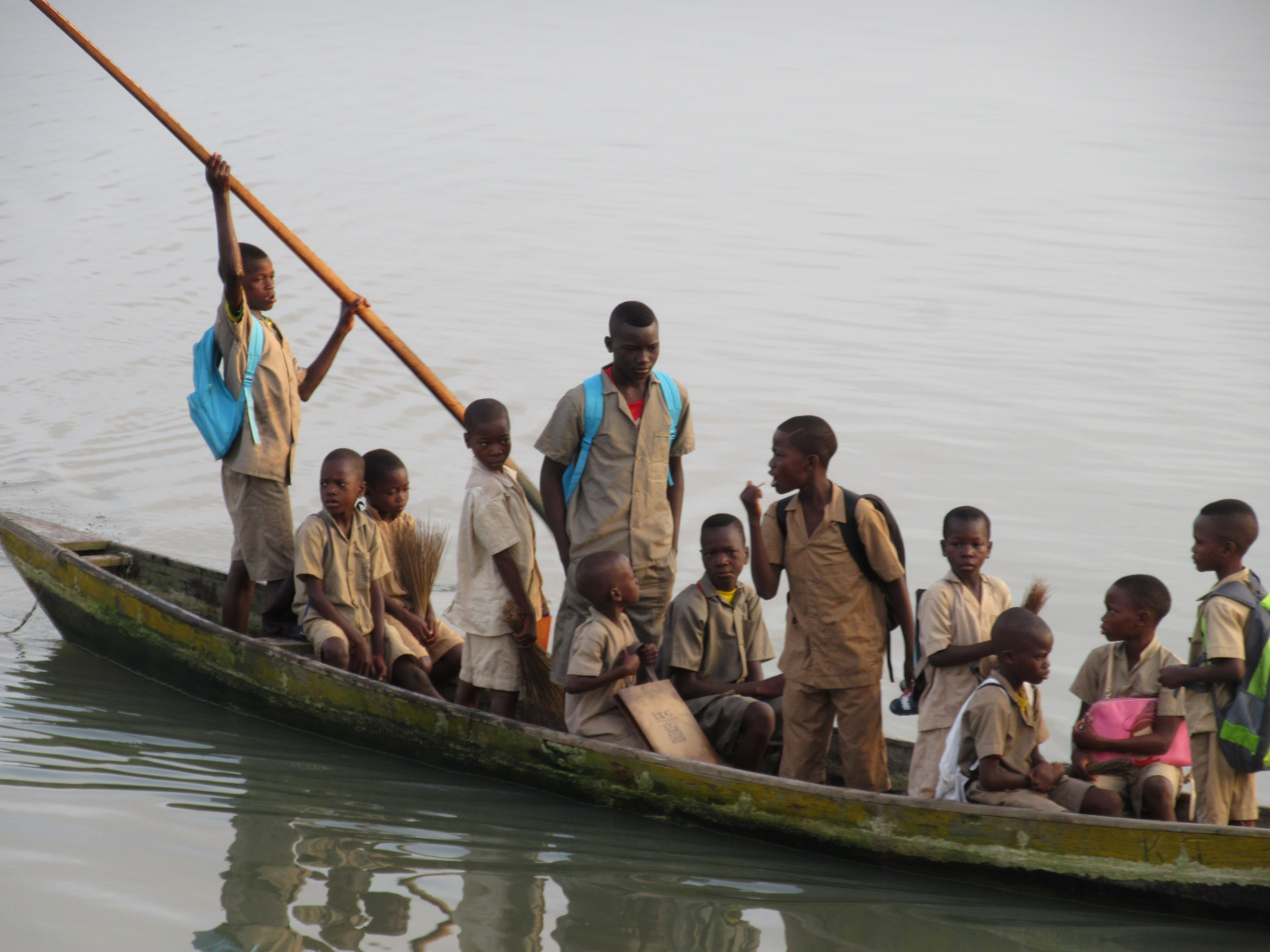
Élèves du secondaire sur une pirogue à Guézin de retour des cours.

La république du Bénin fonctionne sur un système 6-4-3-3-2 :
- école primaire : 6 ans ;
- collège : 4 ans ;
- lycée : 3 ans ;
- licence : 3 ans ;
- master : 2 ans.

L'éducation est obligatoire et gratuite (depuis 2006) pour tous les enfants de six et onze ans. Après deux à trois ans en maternelle, il faut six ans pour achever et obtenir le certificat d'études primaires (CEP). Il faut sept ans pour terminer le secondaire. À la fin des quatre premières années de l'école secondaire, les élèves doivent passer le brevet d'études du premier cycle (BEPC). Après trois années, les étudiants passent le baccalauréat. Le Bénin met en œuvre les recommandations du Forum de l'éducation de 2017. (Son système d'enseignement n'était pas gratuit.)
Il existe des écoles de formation professionnelle dans les départements de l'Atlantique littoral (ville de Cotonou), Oueme Plateau (ville de Porto-Novo), le Zou et des Collines (ville de Bohicon), Borgou (ville de Parakou), Mono, Couffo, de l'Atakora, de la Donga et de l'Alibori.

## Histoire

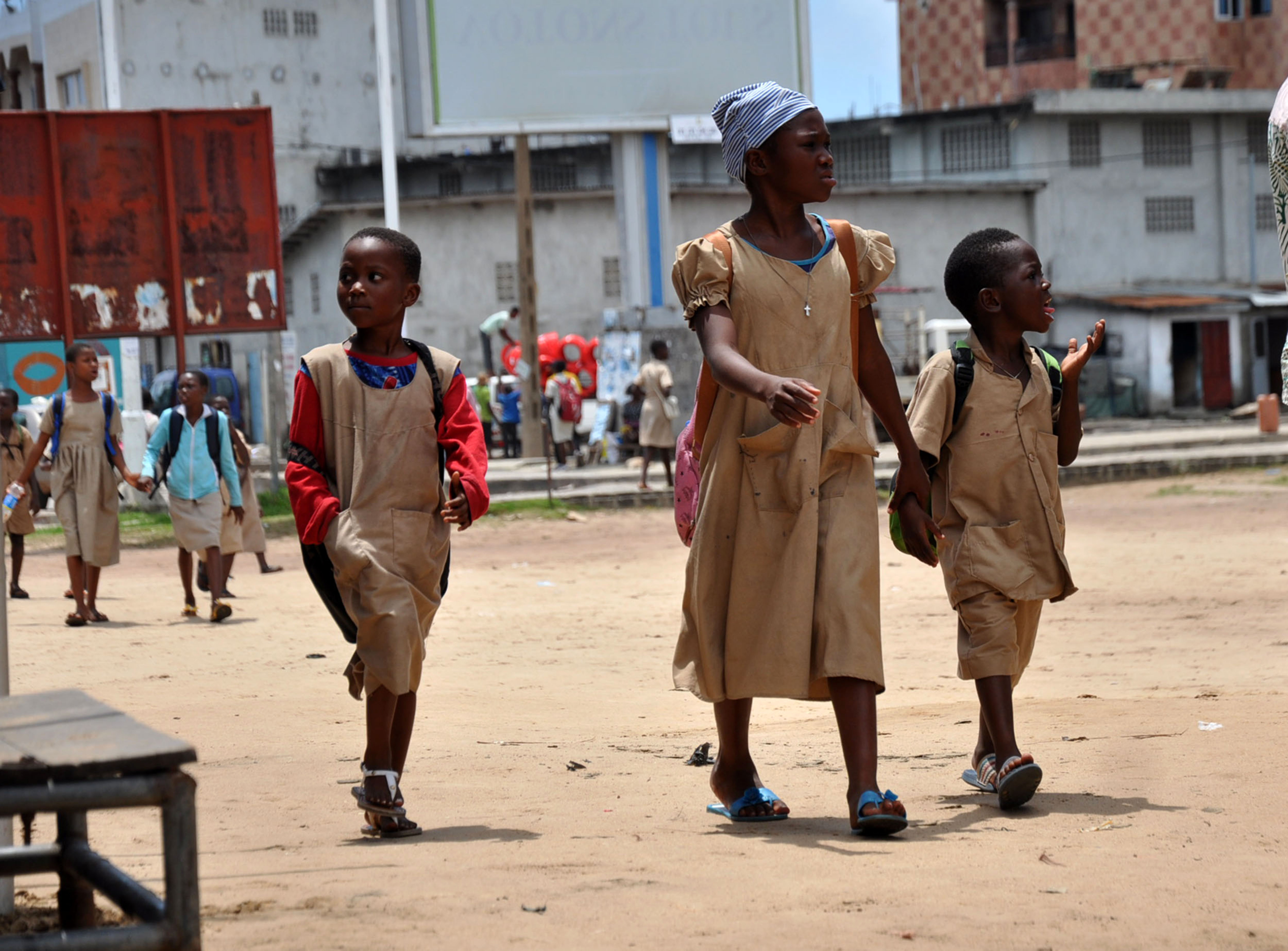
Enfants en uniforme sur le chemin de l'école.

Vers la fin des années 1980, sous le gouvernement marxiste du Bénin, la qualité de l'éducation a été sérieusement érodée. En 1989, le système éducatif était dans un état d'effondrement. Un événement clé dans la réforme de l'éducation au Bénin, a été la conférence nationale sur l'éducation (États généraux de l'éducation, EGE) tenue en 1990, qui a adopté une politique nationale et la stratégie pour l'amélioration de l'éducation. A partir de 1991, le gouvernement du Bénin a introduit des changements significatifs dans le système éducatif.
Des progrès importants ont été réalisés dans l'éducation, en particulier dans les domaines de l'accès et aux conditions d'enseignement/apprentissage. Le taux brut de scolarisation a augmenté à partir de 49,7 % en 1990 à 96 % en 2004 et le taux de scolarisation des filles de 36 % en 1990 à 84 % en 2004. L'équilibre entre les sexes et l'équité géographique se sont améliorés. Beaucoup de filles et des enfants issus de milieux défavorisés sont inscrits à l'école primaire. Cependant, d'importantes contraintes et des défis restent à relever.

## Taux de scolarisation

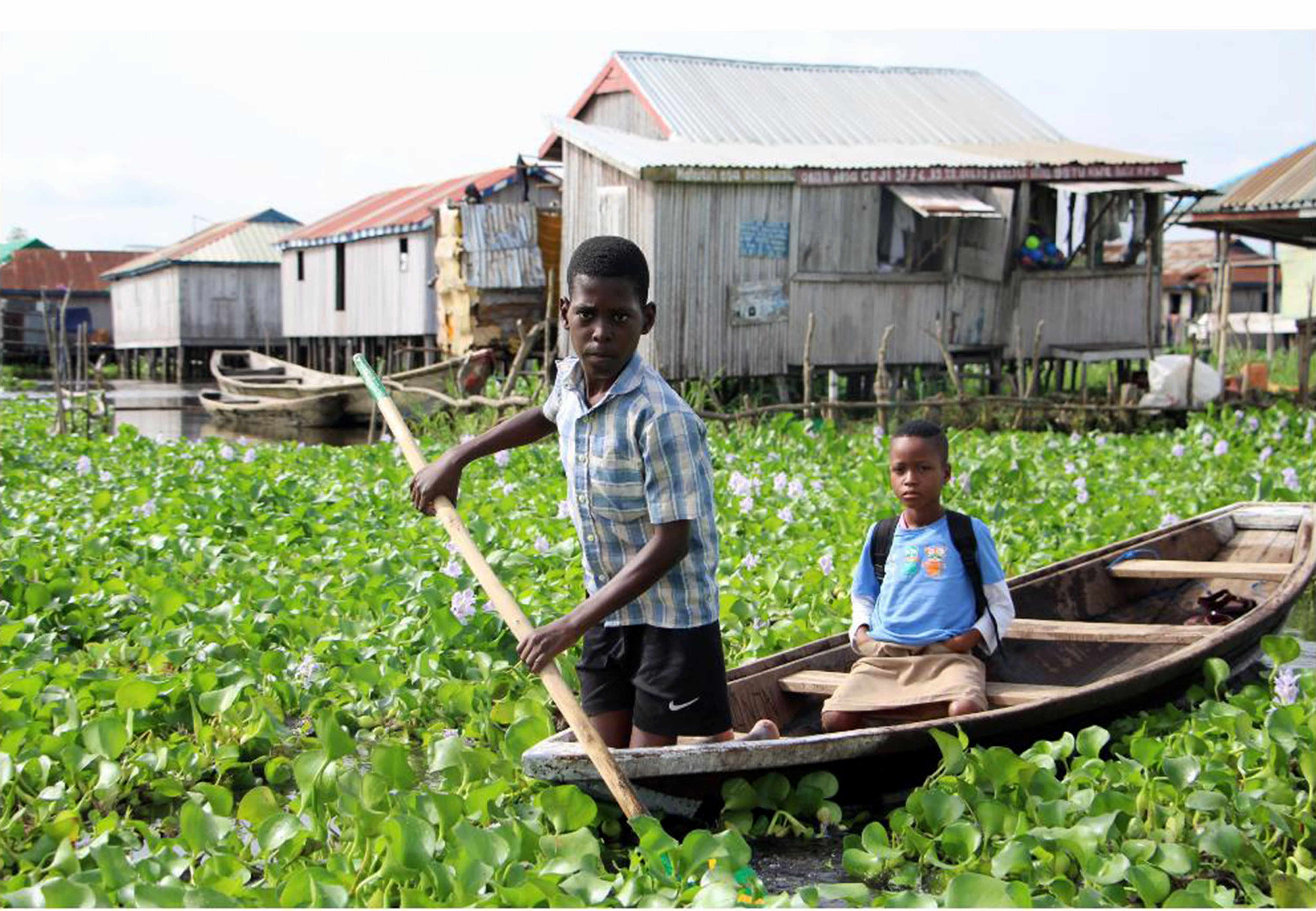
Enfants de Ganvié se rendant à l'école en pirogue.

En 1996, le taux brut de scolarisation était de 72,5 %, et le taux net de scolarisation de 59,3 %. Un pourcentage beaucoup plus élevé de garçons sont inscrits à l'école que de filles.
En 1996, le taux brut de scolarisation au primaire pour les garçons était de 88,4 %, contre 55,7 % pour les filles. Le taux net de scolarisation au primaire était de 71,6 % pour les garçons et 46,2 % pour les filles.
À l'école primaire, le taux de fréquentation n'était pas disponible pour le Bénin en 2001. (Alors que les taux de scolarisation indiquent un niveau d'engagement dans l'éducation, ils ne reflètent pas toujours la participation des enfants à l'école.)
En raison d'une augmentation rapide du taux de scolarisation, le ratio élève/enseignant est passé de 36/1 en 1990 à 53/1 en 1997. Le taux d'alphabétisation des adultes approche les 40 % mais seulement 25 % des femmes béninoises sont alphabétisées.

## Résultats scolaires
Le taux de 86 % à l’examen du certificat d’études primaires (CEP) est contesté. Les résultats des deux autres examens nationaux, en l’occurrence le brevet d’études du premier cycle (BEPC) et le baccalauréat, sont bien moins bons avec moins de 50 % de taux de réussite.

## Langues d'enseignement

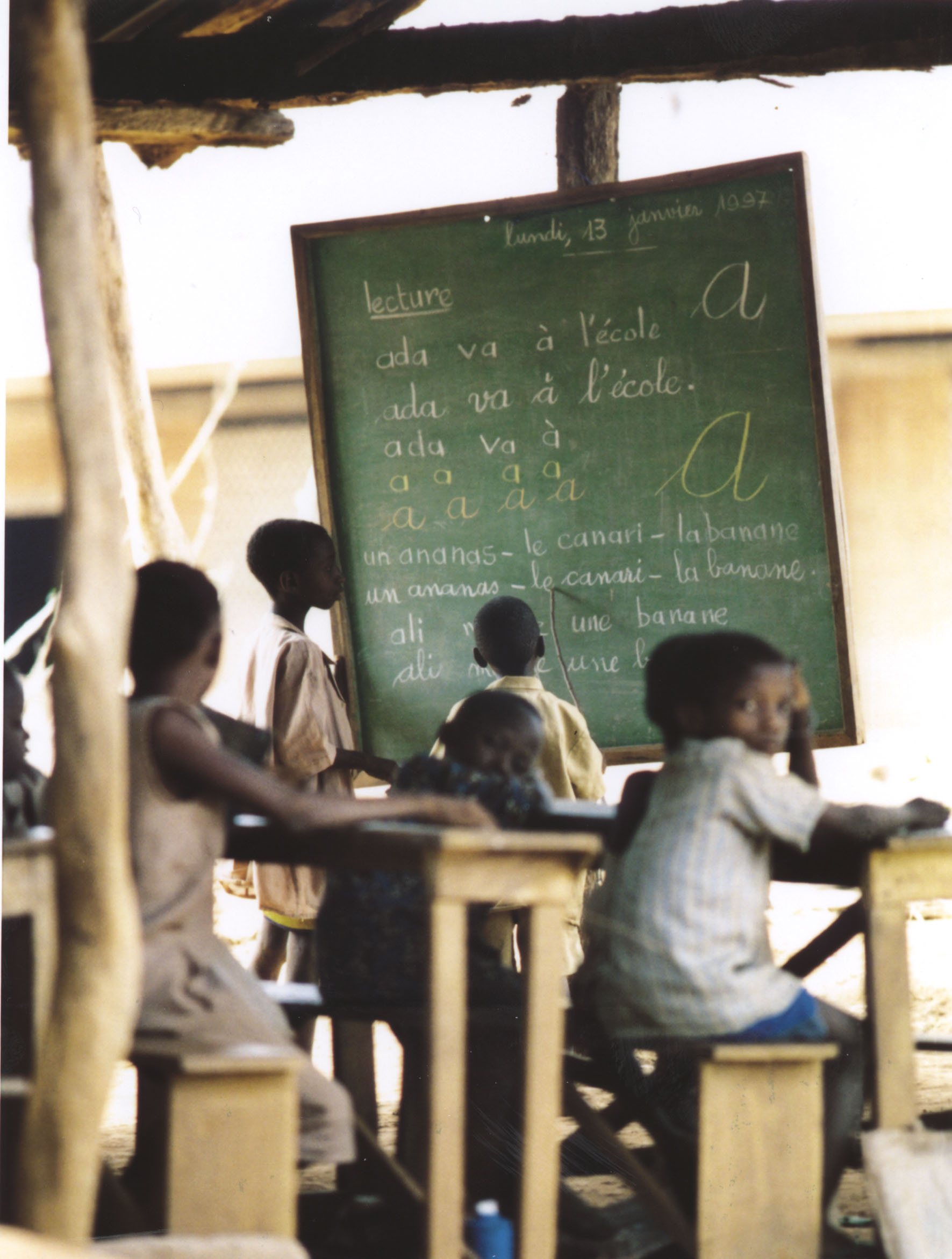
Cours de français dans une école primaire du Bénin en 1997.

Le français est la langue officielle du Bénin et est généralement la langue d'enseignement.
Depuis le gouvernement du président Thomas Boni Yayi, les langues nationales, dont le Fon, sont enseignées dès le primaire.

## Enseignement secondaire

### Les grands collèges / lycées publics

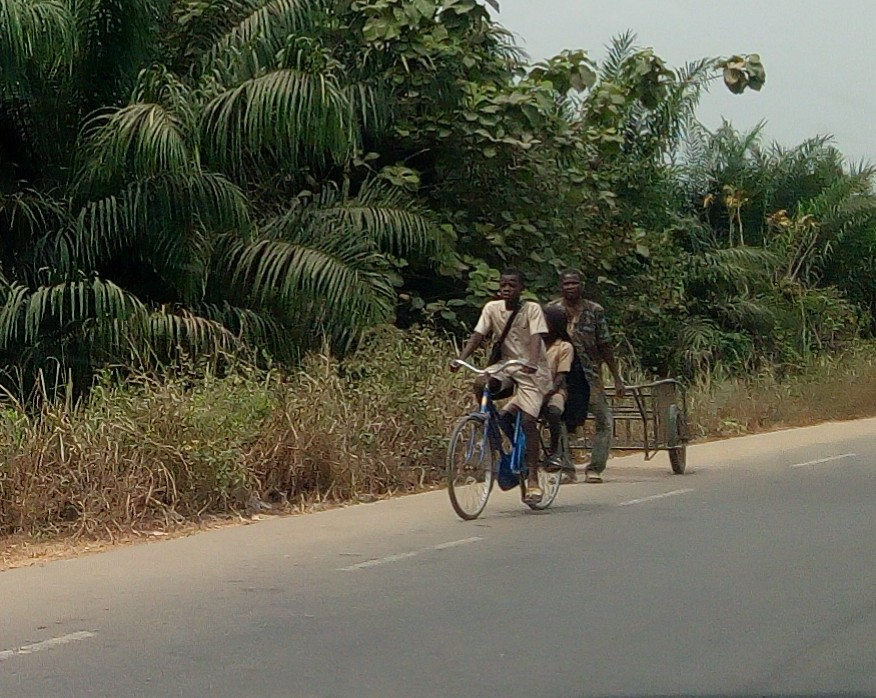
Élèves revenant de l'école en vélo, sur l'axe Côme Grand Popo au Bénin

Cotonou :
- cours secondaire de Gbegamey ;
- cours secondaire St Rita ;
- cours secondaire Dantokpa ;
- cours secondaire Akpakpa.

#### Lycées publics

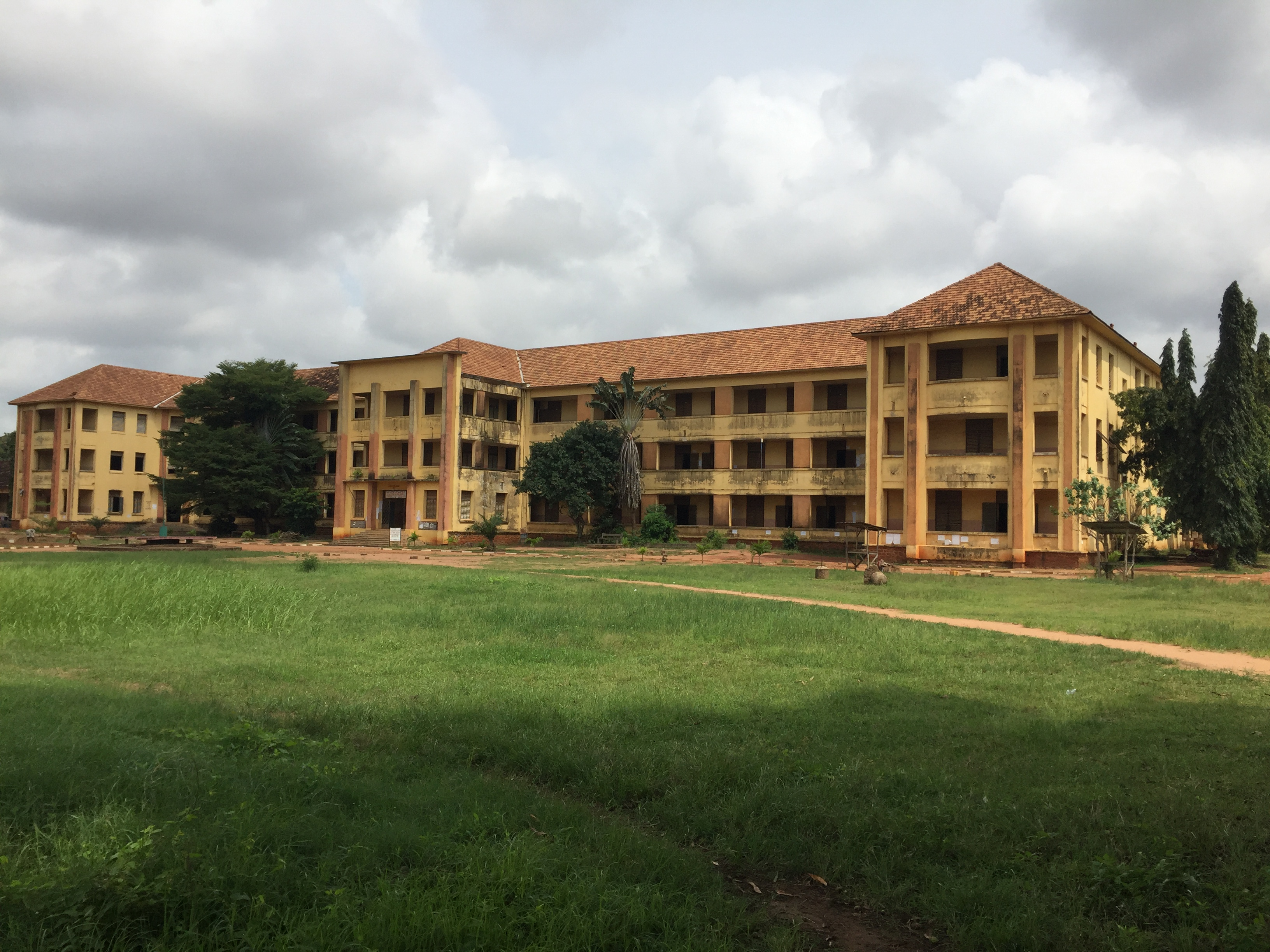
Lycée Béhanzin

Porto-Novo :
- lycée Béhanzin ;

- lycée Toffa.

Parakou :
- Lycée Mathieu Bouké

#### Collège d'Enseignement Général (CEG)
- CEG Godomey (Atlantique) ;
- CEG Vedoko (littoral) ;
- CEG Lokossa ;
- CEG Houffon ;
- CEG1 Natitingou (Atakora) ;
- CEG Djougou (Donga).
- CEG Suru - Léré
- CEG SEGBEYA

## Enseignement supérieur

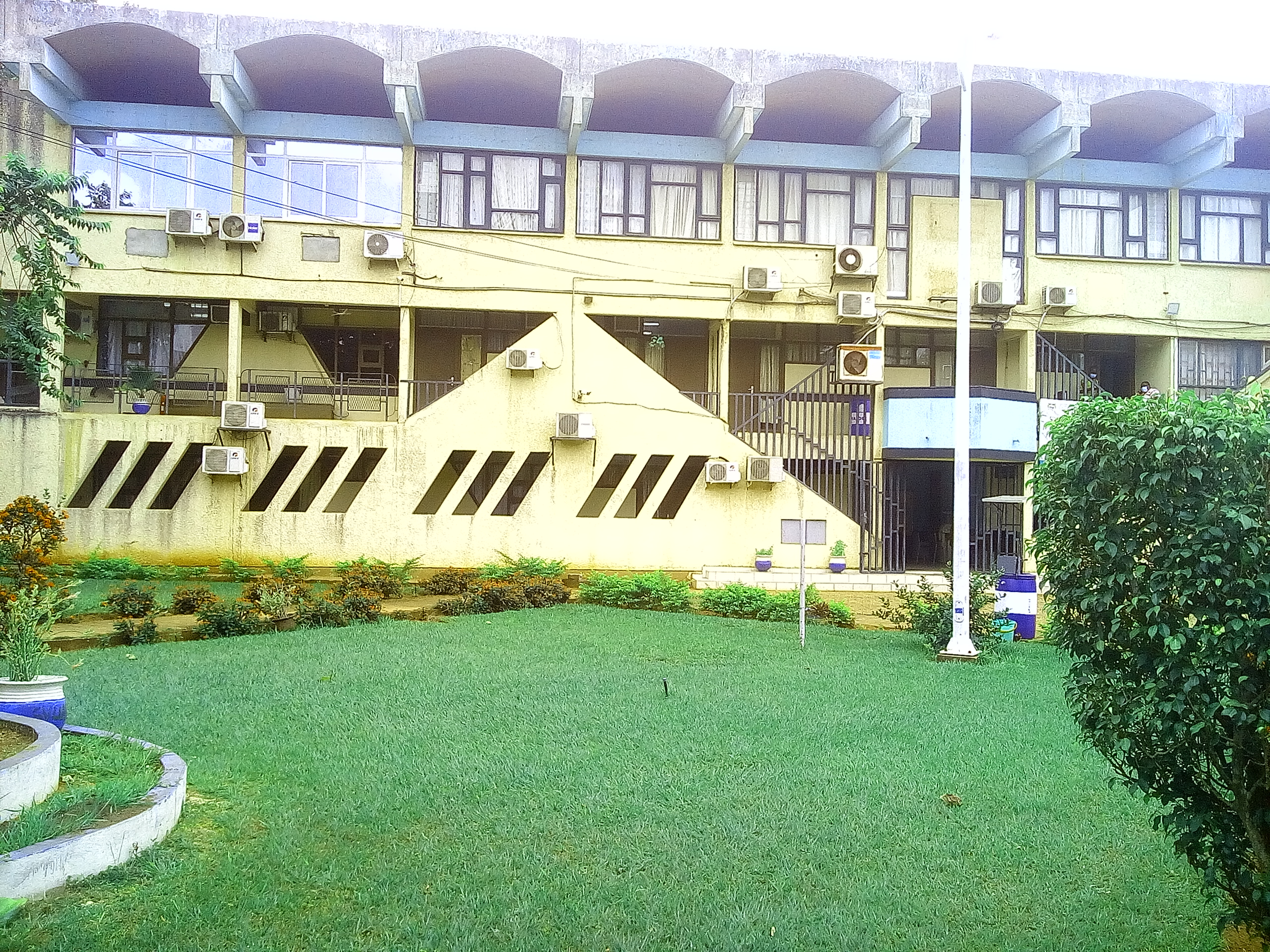
Rectorat de l'université du Bénin.

Dans l'ensemble des dépenses de l'éducation, le Bénin consacre une très large part à l'enseignement supérieur : 0,97 % du PIB en 2015.
Entre 2009 et 2011, la proportion de jeunes inscrits à l'université a augmenté de 10 % à 12 % des 18 – 25 ans, l'un des ratios les plus élevés en Afrique de l'Ouest. Les inscriptions dans l'enseignement supérieur ont doublé entre 2006 et 2011, de 50 225 à 110 181. Ces statistiques concernent non seulement la licence, la maîtrise et le doctorat, mais aussi les formations non-diplômantes de l'enseignement.

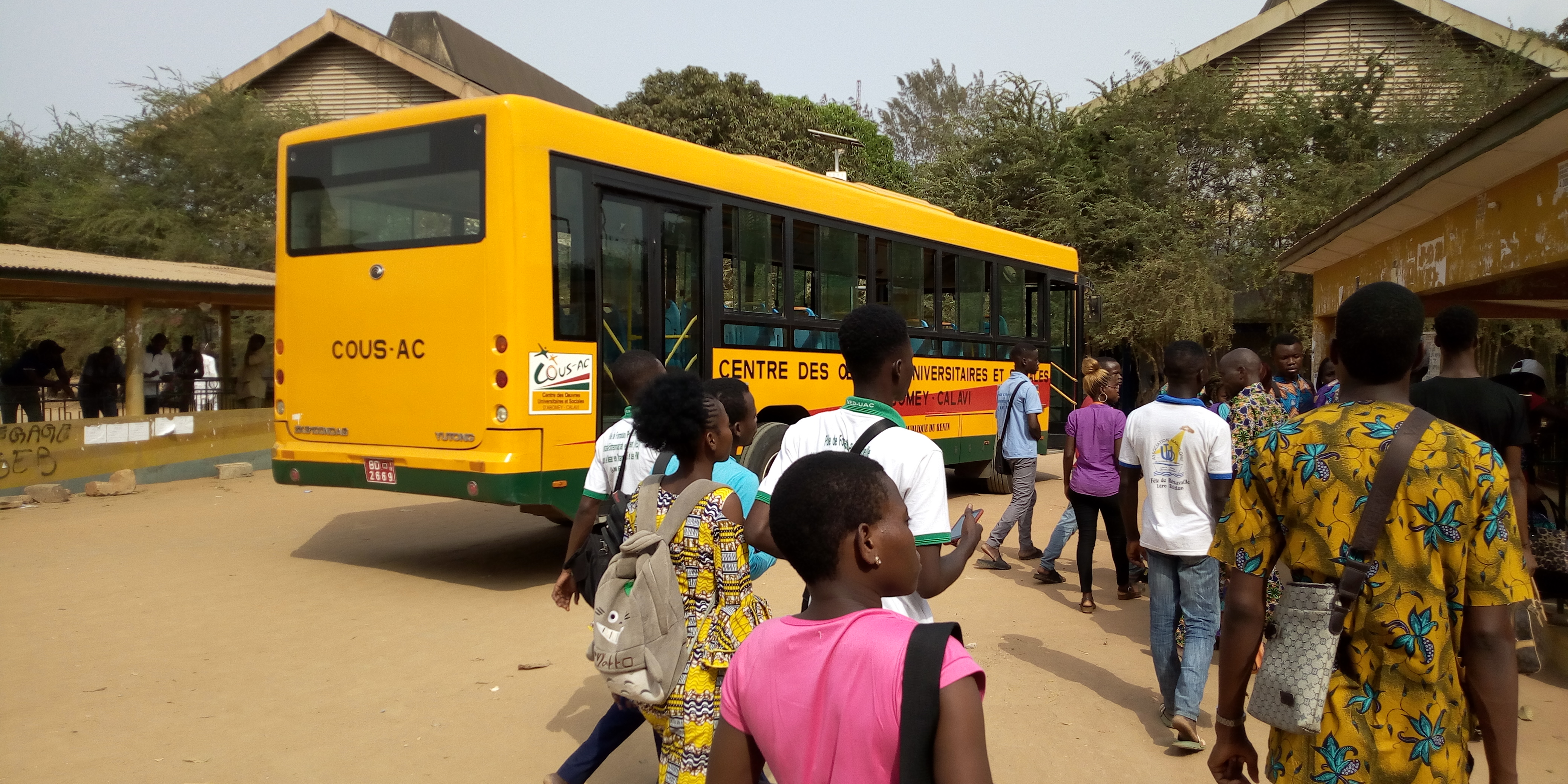
Stationnement des bus du campus de l'université d'Abomey-Calavi.

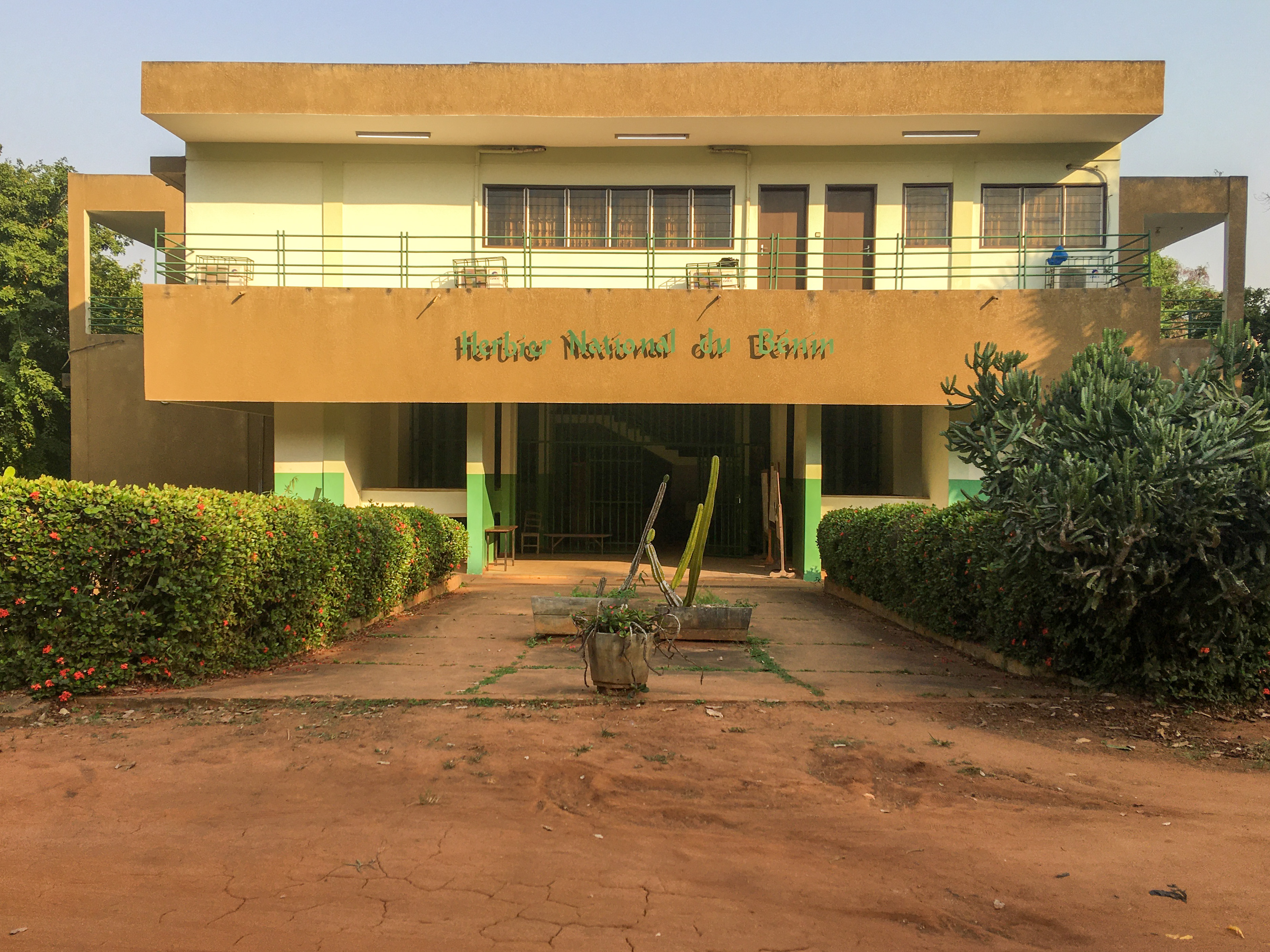
Herbier national du Bénin vue de face.

L'Université d'Abomey-Calavi comporte dix filières :
- le campus d'Abomey Calavi :
  - la faculté des sciences économiques et de gestion (FASEG),
  - la faculté de droit et de sciences politiques (FADESP),
  - la faculté des arts et des sciences sociales (FLASH),
  - la faculté des sciences et techniques (FAST),
  - la faculté des sciences de la santé (FSS) ;
- l'université de Parakou (UNIPAR) ;
- l'Institut de Formation et de Recherche en Informatique (IFRI) ;
- l'école nationale d'économie appliquée et de management (ENEAM) ;
- l'école nationale d'Administration (ENAM) ;
- l'école polytechnique d'Abomey Calavi (EPAC) ;
- l'école normale supérieure de Porto-Novo (ENS) pour la formation des enseignants ;
- l'école normale supérieure de Natitingou (ENS) pour la formation des enseignants dans les matières scientifiques ;
- l'institut de Mathématiques et de Physique (AIEM) ;
- la faculté des Sciences agronomiques (FSA) ;
- Amérique du Bénin (AB).
- Université nationale d'agriculture
- Université Nationale des Sciences, Technologies, Ingénierie et Mathématiques

Chaque filière est dirigée par un doyen.
Certains établissements supérieurs privés sont agréés par le ministère de l'Éducation nationale. Au total 94 établissements d'enseignement supérieur sont accrédités.

### Principales universités privées
- African School of Economics (ASE)
- PIGIER
- GASA FORMATION
- UCAO
- UPIB
- ESGT-Bénin
- ASSI à l'Université
- ESM BENIN
- Institut Universitaire Panafricain (IUP)

## Enseignement militaire
- Prytanée militaire de Bembéréké.
- Lycée militaire des jeunes filles général Mathieu Kérékou de Natitingou.